# Mama Dousha
Mama Dousha   (Barcelona, 2 de desembre de 1993),  nom artístic de Bruno de Fabriziis, és un músic, productor, cantant i locutor de ràdio català.

## Biografia
Bruno de Fabriziis va néixer a Barcelona, el 2 de desembre de 1993. Va cursar estudis primaris a l'Escola Casas, i la secundària i el batxillerat a l'Institut Caterina Albert; ambdós al districte de Sant Martí.
La seva inclinació cap al món de les arts i el talent que mostrava des de petit, especialment la música, el van fer escollir els estudis superiors de Música Moderna, a part de cursar el Grau en Mitjans Audiovisuals al TecnoCampus Mataró-Maresme, d'on es va graduar el 2018.
La seva carrera ha passat per diversos grups musicals, ja dissolts, com Dione o Sas Mash. Fins que el 2019, emprèn la seva carrera en solitari sota el nom de Mama Dousha, amb l'objectiu de consolidar-se dins el panorama musical català.
Com a canal artístic per poder expressar-se tant dins d'un estudi com sobre un escenari, amb la publicació de "Dos peces de fruita", de 2020, el seu projecte comença a assentar-se dins del panorama musical català. Tant és així, que les seves cançons comencen a sentir-se a mitjans com iCat, RNE4, Catalunya Ràdio, o TV3.
Des de setembre de 2022, treballa de locutor de ràdio al programa sobre cultura juvenil "Les Gates" d'iCat, on comparteix espai amb Mariona Batalla.